# Доусона тема
Те́ма Доусона — тема в шаховій композиції. Суть теми — подвоєне перекриття Грімшоу за участю в грі або однієї тури з двома слонами, або одного слона з двома турами, причому ці перекриття повинні спричинити чотири різних мати.

## Історія

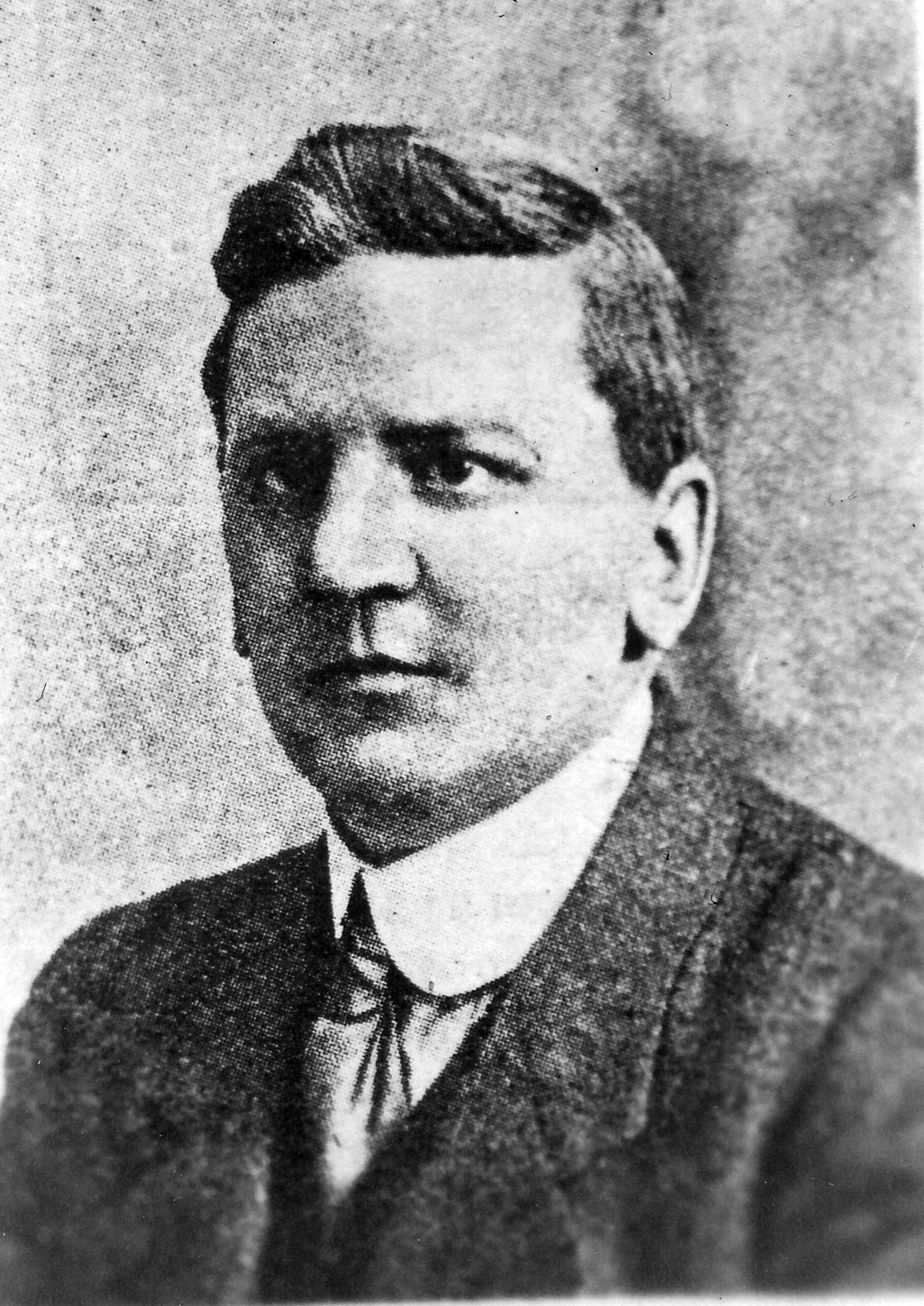
Томас Рейнер Доусон

Цю ідею запропонував у 1921 році англійський шаховий композитор Томас Рейнер Доусон (28.11.1889 — 16.12.1951).
Ідея цікава тим, що при перекритті по Грімшоу однієї фігури двома іншими фігурами виникають різні мати. В грі проходять дві пари перекриттів Грімшоу за участю трьох фігур — слонів і тур в довільній комбінації: R+R+B, або B+B+R.
Ця ідея дістала назву — тема Доусона.
|   | a | b | c | d | e | f | g | h |   |
| 8 | a8 чорний ферзь · b8 чорний слон · b7 чорний слон · c7 білий пішак · d7 білий ферзь · f7 білий слон · a6 чорний пішак · h6 білий кінь · a5 чорна тура · h5 білий кінь · a4 чорна тура · h4 біла тура · a3 чорний пішак · d3 чорний пішак · e3 чорний король · g2 білий пішак · e1 білий король | a8 чорний ферзь · b8 чорний слон · b7 чорний слон · c7 білий пішак · d7 білий ферзь · f7 білий слон · a6 чорний пішак · h6 білий кінь · a5 чорна тура · h5 білий кінь · a4 чорна тура · h4 біла тура · a3 чорний пішак · d3 чорний пішак · e3 чорний король · g2 білий пішак · e1 білий король | a8 чорний ферзь · b8 чорний слон · b7 чорний слон · c7 білий пішак · d7 білий ферзь · f7 білий слон · a6 чорний пішак · h6 білий кінь · a5 чорна тура · h5 білий кінь · a4 чорна тура · h4 біла тура · a3 чорний пішак · d3 чорний пішак · e3 чорний король · g2 білий пішак · e1 білий король | a8 чорний ферзь · b8 чорний слон · b7 чорний слон · c7 білий пішак · d7 білий ферзь · f7 білий слон · a6 чорний пішак · h6 білий кінь · a5 чорна тура · h5 білий кінь · a4 чорна тура · h4 біла тура · a3 чорний пішак · d3 чорний пішак · e3 чорний король · g2 білий пішак · e1 білий король | a8 чорний ферзь · b8 чорний слон · b7 чорний слон · c7 білий пішак · d7 білий ферзь · f7 білий слон · a6 чорний пішак · h6 білий кінь · a5 чорна тура · h5 білий кінь · a4 чорна тура · h4 біла тура · a3 чорний пішак · d3 чорний пішак · e3 чорний король · g2 білий пішак · e1 білий король | a8 чорний ферзь · b8 чорний слон · b7 чорний слон · c7 білий пішак · d7 білий ферзь · f7 білий слон · a6 чорний пішак · h6 білий кінь · a5 чорна тура · h5 білий кінь · a4 чорна тура · h4 біла тура · a3 чорний пішак · d3 чорний пішак · e3 чорний король · g2 білий пішак · e1 білий король | a8 чорний ферзь · b8 чорний слон · b7 чорний слон · c7 білий пішак · d7 білий ферзь · f7 білий слон · a6 чорний пішак · h6 білий кінь · a5 чорна тура · h5 білий кінь · a4 чорна тура · h4 біла тура · a3 чорний пішак · d3 чорний пішак · e3 чорний король · g2 білий пішак · e1 білий король | a8 чорний ферзь · b8 чорний слон · b7 чорний слон · c7 білий пішак · d7 білий ферзь · f7 білий слон · a6 чорний пішак · h6 білий кінь · a5 чорна тура · h5 білий кінь · a4 чорна тура · h4 біла тура · a3 чорний пішак · d3 чорний пішак · e3 чорний король · g2 білий пішак · e1 білий король | 8 |
| 7 | a8 чорний ферзь · b8 чорний слон · b7 чорний слон · c7 білий пішак · d7 білий ферзь · f7 білий слон · a6 чорний пішак · h6 білий кінь · a5 чорна тура · h5 білий кінь · a4 чорна тура · h4 біла тура · a3 чорний пішак · d3 чорний пішак · e3 чорний король · g2 білий пішак · e1 білий король | a8 чорний ферзь · b8 чорний слон · b7 чорний слон · c7 білий пішак · d7 білий ферзь · f7 білий слон · a6 чорний пішак · h6 білий кінь · a5 чорна тура · h5 білий кінь · a4 чорна тура · h4 біла тура · a3 чорний пішак · d3 чорний пішак · e3 чорний король · g2 білий пішак · e1 білий король | a8 чорний ферзь · b8 чорний слон · b7 чорний слон · c7 білий пішак · d7 білий ферзь · f7 білий слон · a6 чорний пішак · h6 білий кінь · a5 чорна тура · h5 білий кінь · a4 чорна тура · h4 біла тура · a3 чорний пішак · d3 чорний пішак · e3 чорний король · g2 білий пішак · e1 білий король | a8 чорний ферзь · b8 чорний слон · b7 чорний слон · c7 білий пішак · d7 білий ферзь · f7 білий слон · a6 чорний пішак · h6 білий кінь · a5 чорна тура · h5 білий кінь · a4 чорна тура · h4 біла тура · a3 чорний пішак · d3 чорний пішак · e3 чорний король · g2 білий пішак · e1 білий король | a8 чорний ферзь · b8 чорний слон · b7 чорний слон · c7 білий пішак · d7 білий ферзь · f7 білий слон · a6 чорний пішак · h6 білий кінь · a5 чорна тура · h5 білий кінь · a4 чорна тура · h4 біла тура · a3 чорний пішак · d3 чорний пішак · e3 чорний король · g2 білий пішак · e1 білий король | a8 чорний ферзь · b8 чорний слон · b7 чорний слон · c7 білий пішак · d7 білий ферзь · f7 білий слон · a6 чорний пішак · h6 білий кінь · a5 чорна тура · h5 білий кінь · a4 чорна тура · h4 біла тура · a3 чорний пішак · d3 чорний пішак · e3 чорний король · g2 білий пішак · e1 білий король | a8 чорний ферзь · b8 чорний слон · b7 чорний слон · c7 білий пішак · d7 білий ферзь · f7 білий слон · a6 чорний пішак · h6 білий кінь · a5 чорна тура · h5 білий кінь · a4 чорна тура · h4 біла тура · a3 чорний пішак · d3 чорний пішак · e3 чорний король · g2 білий пішак · e1 білий король | a8 чорний ферзь · b8 чорний слон · b7 чорний слон · c7 білий пішак · d7 білий ферзь · f7 білий слон · a6 чорний пішак · h6 білий кінь · a5 чорна тура · h5 білий кінь · a4 чорна тура · h4 біла тура · a3 чорний пішак · d3 чорний пішак · e3 чорний король · g2 білий пішак · e1 білий король | 7 |
| 6 | a8 чорний ферзь · b8 чорний слон · b7 чорний слон · c7 білий пішак · d7 білий ферзь · f7 білий слон · a6 чорний пішак · h6 білий кінь · a5 чорна тура · h5 білий кінь · a4 чорна тура · h4 біла тура · a3 чорний пішак · d3 чорний пішак · e3 чорний король · g2 білий пішак · e1 білий король | a8 чорний ферзь · b8 чорний слон · b7 чорний слон · c7 білий пішак · d7 білий ферзь · f7 білий слон · a6 чорний пішак · h6 білий кінь · a5 чорна тура · h5 білий кінь · a4 чорна тура · h4 біла тура · a3 чорний пішак · d3 чорний пішак · e3 чорний король · g2 білий пішак · e1 білий король | a8 чорний ферзь · b8 чорний слон · b7 чорний слон · c7 білий пішак · d7 білий ферзь · f7 білий слон · a6 чорний пішак · h6 білий кінь · a5 чорна тура · h5 білий кінь · a4 чорна тура · h4 біла тура · a3 чорний пішак · d3 чорний пішак · e3 чорний король · g2 білий пішак · e1 білий король | a8 чорний ферзь · b8 чорний слон · b7 чорний слон · c7 білий пішак · d7 білий ферзь · f7 білий слон · a6 чорний пішак · h6 білий кінь · a5 чорна тура · h5 білий кінь · a4 чорна тура · h4 біла тура · a3 чорний пішак · d3 чорний пішак · e3 чорний король · g2 білий пішак · e1 білий король | a8 чорний ферзь · b8 чорний слон · b7 чорний слон · c7 білий пішак · d7 білий ферзь · f7 білий слон · a6 чорний пішак · h6 білий кінь · a5 чорна тура · h5 білий кінь · a4 чорна тура · h4 біла тура · a3 чорний пішак · d3 чорний пішак · e3 чорний король · g2 білий пішак · e1 білий король | a8 чорний ферзь · b8 чорний слон · b7 чорний слон · c7 білий пішак · d7 білий ферзь · f7 білий слон · a6 чорний пішак · h6 білий кінь · a5 чорна тура · h5 білий кінь · a4 чорна тура · h4 біла тура · a3 чорний пішак · d3 чорний пішак · e3 чорний король · g2 білий пішак · e1 білий король | a8 чорний ферзь · b8 чорний слон · b7 чорний слон · c7 білий пішак · d7 білий ферзь · f7 білий слон · a6 чорний пішак · h6 білий кінь · a5 чорна тура · h5 білий кінь · a4 чорна тура · h4 біла тура · a3 чорний пішак · d3 чорний пішак · e3 чорний король · g2 білий пішак · e1 білий король | a8 чорний ферзь · b8 чорний слон · b7 чорний слон · c7 білий пішак · d7 білий ферзь · f7 білий слон · a6 чорний пішак · h6 білий кінь · a5 чорна тура · h5 білий кінь · a4 чорна тура · h4 біла тура · a3 чорний пішак · d3 чорний пішак · e3 чорний король · g2 білий пішак · e1 білий король | 6 |
| 5 | a8 чорний ферзь · b8 чорний слон · b7 чорний слон · c7 білий пішак · d7 білий ферзь · f7 білий слон · a6 чорний пішак · h6 білий кінь · a5 чорна тура · h5 білий кінь · a4 чорна тура · h4 біла тура · a3 чорний пішак · d3 чорний пішак · e3 чорний король · g2 білий пішак · e1 білий король | a8 чорний ферзь · b8 чорний слон · b7 чорний слон · c7 білий пішак · d7 білий ферзь · f7 білий слон · a6 чорний пішак · h6 білий кінь · a5 чорна тура · h5 білий кінь · a4 чорна тура · h4 біла тура · a3 чорний пішак · d3 чорний пішак · e3 чорний король · g2 білий пішак · e1 білий король | a8 чорний ферзь · b8 чорний слон · b7 чорний слон · c7 білий пішак · d7 білий ферзь · f7 білий слон · a6 чорний пішак · h6 білий кінь · a5 чорна тура · h5 білий кінь · a4 чорна тура · h4 біла тура · a3 чорний пішак · d3 чорний пішак · e3 чорний король · g2 білий пішак · e1 білий король | a8 чорний ферзь · b8 чорний слон · b7 чорний слон · c7 білий пішак · d7 білий ферзь · f7 білий слон · a6 чорний пішак · h6 білий кінь · a5 чорна тура · h5 білий кінь · a4 чорна тура · h4 біла тура · a3 чорний пішак · d3 чорний пішак · e3 чорний король · g2 білий пішак · e1 білий король | a8 чорний ферзь · b8 чорний слон · b7 чорний слон · c7 білий пішак · d7 білий ферзь · f7 білий слон · a6 чорний пішак · h6 білий кінь · a5 чорна тура · h5 білий кінь · a4 чорна тура · h4 біла тура · a3 чорний пішак · d3 чорний пішак · e3 чорний король · g2 білий пішак · e1 білий король | a8 чорний ферзь · b8 чорний слон · b7 чорний слон · c7 білий пішак · d7 білий ферзь · f7 білий слон · a6 чорний пішак · h6 білий кінь · a5 чорна тура · h5 білий кінь · a4 чорна тура · h4 біла тура · a3 чорний пішак · d3 чорний пішак · e3 чорний король · g2 білий пішак · e1 білий король | a8 чорний ферзь · b8 чорний слон · b7 чорний слон · c7 білий пішак · d7 білий ферзь · f7 білий слон · a6 чорний пішак · h6 білий кінь · a5 чорна тура · h5 білий кінь · a4 чорна тура · h4 біла тура · a3 чорний пішак · d3 чорний пішак · e3 чорний король · g2 білий пішак · e1 білий король | a8 чорний ферзь · b8 чорний слон · b7 чорний слон · c7 білий пішак · d7 білий ферзь · f7 білий слон · a6 чорний пішак · h6 білий кінь · a5 чорна тура · h5 білий кінь · a4 чорна тура · h4 біла тура · a3 чорний пішак · d3 чорний пішак · e3 чорний король · g2 білий пішак · e1 білий король | 5 |
| 4 | a8 чорний ферзь · b8 чорний слон · b7 чорний слон · c7 білий пішак · d7 білий ферзь · f7 білий слон · a6 чорний пішак · h6 білий кінь · a5 чорна тура · h5 білий кінь · a4 чорна тура · h4 біла тура · a3 чорний пішак · d3 чорний пішак · e3 чорний король · g2 білий пішак · e1 білий король | a8 чорний ферзь · b8 чорний слон · b7 чорний слон · c7 білий пішак · d7 білий ферзь · f7 білий слон · a6 чорний пішак · h6 білий кінь · a5 чорна тура · h5 білий кінь · a4 чорна тура · h4 біла тура · a3 чорний пішак · d3 чорний пішак · e3 чорний король · g2 білий пішак · e1 білий король | a8 чорний ферзь · b8 чорний слон · b7 чорний слон · c7 білий пішак · d7 білий ферзь · f7 білий слон · a6 чорний пішак · h6 білий кінь · a5 чорна тура · h5 білий кінь · a4 чорна тура · h4 біла тура · a3 чорний пішак · d3 чорний пішак · e3 чорний король · g2 білий пішак · e1 білий король | a8 чорний ферзь · b8 чорний слон · b7 чорний слон · c7 білий пішак · d7 білий ферзь · f7 білий слон · a6 чорний пішак · h6 білий кінь · a5 чорна тура · h5 білий кінь · a4 чорна тура · h4 біла тура · a3 чорний пішак · d3 чорний пішак · e3 чорний король · g2 білий пішак · e1 білий король | a8 чорний ферзь · b8 чорний слон · b7 чорний слон · c7 білий пішак · d7 білий ферзь · f7 білий слон · a6 чорний пішак · h6 білий кінь · a5 чорна тура · h5 білий кінь · a4 чорна тура · h4 біла тура · a3 чорний пішак · d3 чорний пішак · e3 чорний король · g2 білий пішак · e1 білий король | a8 чорний ферзь · b8 чорний слон · b7 чорний слон · c7 білий пішак · d7 білий ферзь · f7 білий слон · a6 чорний пішак · h6 білий кінь · a5 чорна тура · h5 білий кінь · a4 чорна тура · h4 біла тура · a3 чорний пішак · d3 чорний пішак · e3 чорний король · g2 білий пішак · e1 білий король | a8 чорний ферзь · b8 чорний слон · b7 чорний слон · c7 білий пішак · d7 білий ферзь · f7 білий слон · a6 чорний пішак · h6 білий кінь · a5 чорна тура · h5 білий кінь · a4 чорна тура · h4 біла тура · a3 чорний пішак · d3 чорний пішак · e3 чорний король · g2 білий пішак · e1 білий король | a8 чорний ферзь · b8 чорний слон · b7 чорний слон · c7 білий пішак · d7 білий ферзь · f7 білий слон · a6 чорний пішак · h6 білий кінь · a5 чорна тура · h5 білий кінь · a4 чорна тура · h4 біла тура · a3 чорний пішак · d3 чорний пішак · e3 чорний король · g2 білий пішак · e1 білий король | 4 |
| 3 | a8 чорний ферзь · b8 чорний слон · b7 чорний слон · c7 білий пішак · d7 білий ферзь · f7 білий слон · a6 чорний пішак · h6 білий кінь · a5 чорна тура · h5 білий кінь · a4 чорна тура · h4 біла тура · a3 чорний пішак · d3 чорний пішак · e3 чорний король · g2 білий пішак · e1 білий король | a8 чорний ферзь · b8 чорний слон · b7 чорний слон · c7 білий пішак · d7 білий ферзь · f7 білий слон · a6 чорний пішак · h6 білий кінь · a5 чорна тура · h5 білий кінь · a4 чорна тура · h4 біла тура · a3 чорний пішак · d3 чорний пішак · e3 чорний король · g2 білий пішак · e1 білий король | a8 чорний ферзь · b8 чорний слон · b7 чорний слон · c7 білий пішак · d7 білий ферзь · f7 білий слон · a6 чорний пішак · h6 білий кінь · a5 чорна тура · h5 білий кінь · a4 чорна тура · h4 біла тура · a3 чорний пішак · d3 чорний пішак · e3 чорний король · g2 білий пішак · e1 білий король | a8 чорний ферзь · b8 чорний слон · b7 чорний слон · c7 білий пішак · d7 білий ферзь · f7 білий слон · a6 чорний пішак · h6 білий кінь · a5 чорна тура · h5 білий кінь · a4 чорна тура · h4 біла тура · a3 чорний пішак · d3 чорний пішак · e3 чорний король · g2 білий пішак · e1 білий король | a8 чорний ферзь · b8 чорний слон · b7 чорний слон · c7 білий пішак · d7 білий ферзь · f7 білий слон · a6 чорний пішак · h6 білий кінь · a5 чорна тура · h5 білий кінь · a4 чорна тура · h4 біла тура · a3 чорний пішак · d3 чорний пішак · e3 чорний король · g2 білий пішак · e1 білий король | a8 чорний ферзь · b8 чорний слон · b7 чорний слон · c7 білий пішак · d7 білий ферзь · f7 білий слон · a6 чорний пішак · h6 білий кінь · a5 чорна тура · h5 білий кінь · a4 чорна тура · h4 біла тура · a3 чорний пішак · d3 чорний пішак · e3 чорний король · g2 білий пішак · e1 білий король | a8 чорний ферзь · b8 чорний слон · b7 чорний слон · c7 білий пішак · d7 білий ферзь · f7 білий слон · a6 чорний пішак · h6 білий кінь · a5 чорна тура · h5 білий кінь · a4 чорна тура · h4 біла тура · a3 чорний пішак · d3 чорний пішак · e3 чорний король · g2 білий пішак · e1 білий король | a8 чорний ферзь · b8 чорний слон · b7 чорний слон · c7 білий пішак · d7 білий ферзь · f7 білий слон · a6 чорний пішак · h6 білий кінь · a5 чорна тура · h5 білий кінь · a4 чорна тура · h4 біла тура · a3 чорний пішак · d3 чорний пішак · e3 чорний король · g2 білий пішак · e1 білий король | 3 |
| 2 | a8 чорний ферзь · b8 чорний слон · b7 чорний слон · c7 білий пішак · d7 білий ферзь · f7 білий слон · a6 чорний пішак · h6 білий кінь · a5 чорна тура · h5 білий кінь · a4 чорна тура · h4 біла тура · a3 чорний пішак · d3 чорний пішак · e3 чорний король · g2 білий пішак · e1 білий король | a8 чорний ферзь · b8 чорний слон · b7 чорний слон · c7 білий пішак · d7 білий ферзь · f7 білий слон · a6 чорний пішак · h6 білий кінь · a5 чорна тура · h5 білий кінь · a4 чорна тура · h4 біла тура · a3 чорний пішак · d3 чорний пішак · e3 чорний король · g2 білий пішак · e1 білий король | a8 чорний ферзь · b8 чорний слон · b7 чорний слон · c7 білий пішак · d7 білий ферзь · f7 білий слон · a6 чорний пішак · h6 білий кінь · a5 чорна тура · h5 білий кінь · a4 чорна тура · h4 біла тура · a3 чорний пішак · d3 чорний пішак · e3 чорний король · g2 білий пішак · e1 білий король | a8 чорний ферзь · b8 чорний слон · b7 чорний слон · c7 білий пішак · d7 білий ферзь · f7 білий слон · a6 чорний пішак · h6 білий кінь · a5 чорна тура · h5 білий кінь · a4 чорна тура · h4 біла тура · a3 чорний пішак · d3 чорний пішак · e3 чорний король · g2 білий пішак · e1 білий король | a8 чорний ферзь · b8 чорний слон · b7 чорний слон · c7 білий пішак · d7 білий ферзь · f7 білий слон · a6 чорний пішак · h6 білий кінь · a5 чорна тура · h5 білий кінь · a4 чорна тура · h4 біла тура · a3 чорний пішак · d3 чорний пішак · e3 чорний король · g2 білий пішак · e1 білий король | a8 чорний ферзь · b8 чорний слон · b7 чорний слон · c7 білий пішак · d7 білий ферзь · f7 білий слон · a6 чорний пішак · h6 білий кінь · a5 чорна тура · h5 білий кінь · a4 чорна тура · h4 біла тура · a3 чорний пішак · d3 чорний пішак · e3 чорний король · g2 білий пішак · e1 білий король | a8 чорний ферзь · b8 чорний слон · b7 чорний слон · c7 білий пішак · d7 білий ферзь · f7 білий слон · a6 чорний пішак · h6 білий кінь · a5 чорна тура · h5 білий кінь · a4 чорна тура · h4 біла тура · a3 чорний пішак · d3 чорний пішак · e3 чорний король · g2 білий пішак · e1 білий король | a8 чорний ферзь · b8 чорний слон · b7 чорний слон · c7 білий пішак · d7 білий ферзь · f7 білий слон · a6 чорний пішак · h6 білий кінь · a5 чорна тура · h5 білий кінь · a4 чорна тура · h4 біла тура · a3 чорний пішак · d3 чорний пішак · e3 чорний король · g2 білий пішак · e1 білий король | 2 |
| 1 | a8 чорний ферзь · b8 чорний слон · b7 чорний слон · c7 білий пішак · d7 білий ферзь · f7 білий слон · a6 чорний пішак · h6 білий кінь · a5 чорна тура · h5 білий кінь · a4 чорна тура · h4 біла тура · a3 чорний пішак · d3 чорний пішак · e3 чорний король · g2 білий пішак · e1 білий король | a8 чорний ферзь · b8 чорний слон · b7 чорний слон · c7 білий пішак · d7 білий ферзь · f7 білий слон · a6 чорний пішак · h6 білий кінь · a5 чорна тура · h5 білий кінь · a4 чорна тура · h4 біла тура · a3 чорний пішак · d3 чорний пішак · e3 чорний король · g2 білий пішак · e1 білий король | a8 чорний ферзь · b8 чорний слон · b7 чорний слон · c7 білий пішак · d7 білий ферзь · f7 білий слон · a6 чорний пішак · h6 білий кінь · a5 чорна тура · h5 білий кінь · a4 чорна тура · h4 біла тура · a3 чорний пішак · d3 чорний пішак · e3 чорний король · g2 білий пішак · e1 білий король | a8 чорний ферзь · b8 чорний слон · b7 чорний слон · c7 білий пішак · d7 білий ферзь · f7 білий слон · a6 чорний пішак · h6 білий кінь · a5 чорна тура · h5 білий кінь · a4 чорна тура · h4 біла тура · a3 чорний пішак · d3 чорний пішак · e3 чорний король · g2 білий пішак · e1 білий король | a8 чорний ферзь · b8 чорний слон · b7 чорний слон · c7 білий пішак · d7 білий ферзь · f7 білий слон · a6 чорний пішак · h6 білий кінь · a5 чорна тура · h5 білий кінь · a4 чорна тура · h4 біла тура · a3 чорний пішак · d3 чорний пішак · e3 чорний король · g2 білий пішак · e1 білий король | a8 чорний ферзь · b8 чорний слон · b7 чорний слон · c7 білий пішак · d7 білий ферзь · f7 білий слон · a6 чорний пішак · h6 білий кінь · a5 чорна тура · h5 білий кінь · a4 чорна тура · h4 біла тура · a3 чорний пішак · d3 чорний пішак · e3 чорний король · g2 білий пішак · e1 білий король | a8 чорний ферзь · b8 чорний слон · b7 чорний слон · c7 білий пішак · d7 білий ферзь · f7 білий слон · a6 чорний пішак · h6 білий кінь · a5 чорна тура · h5 білий кінь · a4 чорна тура · h4 біла тура · a3 чорний пішак · d3 чорний пішак · e3 чорний король · g2 білий пішак · e1 білий король | a8 чорний ферзь · b8 чорний слон · b7 чорний слон · c7 білий пішак · d7 білий ферзь · f7 білий слон · a6 чорний пішак · h6 білий кінь · a5 чорна тура · h5 білий кінь · a4 чорна тура · h4 біла тура · a3 чорний пішак · d3 чорний пішак · e3 чорний король · g2 білий пішак · e1 білий король | 1 |
|   | a | b | c | d | e | f | g | h |   |

FEN: qb6/1bPQ1B2/p6N/r6N/r6R/p2pk3/6P1/4K3

1. Bg6! ~ 2. Qd3#
1. ... Rd5 2. Qh3#
1. ... Bd5 2. Sf5#
1. ... Re4 2. Rh3#
1. ... Be4 2. Sg4#
- — - — - — -
1. ... d2+ 2. Qxd2#
Захищаючись від загрози чорні створюють дві пари захистів з перекриттям Грімшоу. В першій парі грають тура «а5» і слон «b7» з перекриттям на полі «d5», в другій парі — тура «а4» і той же слон «b7» з перекриттям на полі «e4». В цій задачі пройшло перекриття за участю двох тур і одного слона чорних.